# Jakob Brendel
Jakob Brendel (Speyer, Renânia-Palatinado, 18 de setembro de 1907 — Nuremberga, 13 de fevereiro de 1964) foi um lutador de luta greco-romana alemão.

## Carreira
Foi vencedor da medalha de ouro na categoria até 56 kg em Los Angeles 1932.
Foi vencedor da medalha de bronze na mesma categoria em Berlim 1936.